# Epigrafie
Epigrafia (gr. epi = deasupra, pe; grapho = a scrie) este știința auxiliară a istoriei care se ocupă cu studiul (descifrarea și interpretarea) inscripțiilor pe materiale dure: piatră, metal (plumb, bronz, aur, argint), oase, sidef, fildeș, lemn, piele, mușama, argilă, tencuială, sticlă, geme, camee, sigilii, inele (inscripția de pe veriga inelelor), ponduri și chiar pe stânci (cum este de exemplu inscripția lui Darius de la Behistun) în limbile vorbite odinioară sau mai recente. Ea nu-și limitează cercetarea la operele cu caracter solemn, cu conținut juridic, religios, funerar arhitectonic, ci studiază numeroase produse și înscrisuri cum ar fi: cuvinte, litere izolate, semnături, nume proprii, formule, mărci de fabrică, nume de unități militare, scrierile trasate de mână pe monumente - graffiti. 
Obiectul epigrafiei îl constituie nu numai inscripțiile grecești și latine, ci și cele egiptene, sumeriene, asiriene, hittite, etrusce, punice, miceniene etc. Justa interpretare a izvoarelor epigrafice se află în strânsă legătură cu filologia, papirologia, numismatica și ele furnizează date deosebit de prețioase pentru cunoașterea proceselor istorice.
Istoria epigrafiei este foarte veche. Chiar Herodot (484 - 428 î.Hr.) a folosit inscripțiile templelor ca izvoare istorice pentru alcătuirea operei sale. El a fost urmat de cercetarea izvoarelor epigrafice și arheologice de o serie de istorici greci și romani.
În perioada medievală preocupările au continuat, remarcându-se în secolul al XVI-lea Conrad Peutinger și Martin Smet. Aceștia nu au depășit faza recunoașterii inscripțiilor ca izvor istoric și folosirea lor ca atare.
Ca știință auxiliară a istoriei, epigrafia s-a constituit abia la începutul secolului al XIX-lea. August Boekh și Theodor Mommsen sunt considerați fondatorii ei. Încă din anul 1827, în studiile sale, A. Boekh arăta scopul și necesitatea publicării corpusurilor de inscripții grecești. Tot el a definit epigrafia drept „[...] arta monumentelor literare care sunt scrise pe material durabil ca lemnul sau piatra [...]“.
După contribuția lui August Boekh și Th. Mommsen, epigrafia s-a dezvoltat în toate ramurile sale. În foarte multe țări europene a început o adevărată campanie publicitară a corpusurilor inscripțiilor antice (grecești și romane). Aceste mari colecții au oferit material de cercetare pentru apariția altor lucrări de interpretare. Astfel, în 1885 apăreau la Paris lucrările lui Solomon Reinach „Traité d’épigraphie grecque“ și René Cahnat „Cours d’épigraphie latine“. Acestea au pus bazele teoretice și științifice ale epigrafiei.
În perioada interbelică și după al doilea război mondial cercetările din domeniul epigrafiei s-au identificat atât prin publicarea de noi inscripții, cât și prin editarea a numeroase studii de teorie a acestei științe. Congresele internaționale de la Paris, Viena, Cambridge, München au fost locul unor dezbateri importante ale problemelor de epigrafie. La Paris apare o publicație specializată: „Année Epigraphique“.